# Twin Jet
Twin Jet ist eine französische Fluggesellschaft mit Sitz in Aix-en-Provence und Basis auf dem Flughafen Marseille. Sie ist eine Tochtergesellschaft der Air Affaires und Kooperationspartner der Air France.

## Geschichte
Twin Jet wurde im Mai 2001 gegründet. Der erste Flug wurde am 3. Oktober desselben Jahrs von Châteauroux nach Nîmesdurchgeführt. Im August 2002 erhielt die Fluggesellschaft die Genehmigung zur Durchführung von Krankentransportflügen. Im August 2006 wurde in ein Callcenter in Aix-en-Provence eröffnet. Seit dem 1. September 2006 gibt es für alle Flüge E-Tickets. Am 1. Februar 2008 wurde Vertriebsabkommens mit Air France-KLM für mehrere europäische Länder (Deutschland, England, Irland, Italien, Luxemburg, Portugal, Schweiz und Spanien) geschlossen. Seit Juni 2008 werden Tickets über die Unternehmens Website verkauft. Im September 2016 wurde die französische Regionalfluggesellschaft Hex’Air übernommen. Am 1. Juni 2017 wurde Vertrag über die Verknüpfung von Flügen mit HOP! und Air France in Paris-Orly geschlossen.

## Flugziele
Twin Jet verbindet national große und kleine Flughäfen in Frankreich und fliegt international von Frankreich nach Italien.

## Weitere Aktivitäten
Ergänzende Tätigkeitsbereiche von Twin Jet sind Airtaxi-Dienste, Krankentransporte sowie Schulungen und Flugzeugwartung. Zudem führt die Firma im Auftrag des Schweizer Staatssekretariats für Migration Rückführungsflüge von abgewiesenen Asylbewerbern durch.

## Flotte
Mit Stand August 2025 besteht die Flotte der Twin Jet aus 13 Flugzeugen mit einem Durchschnittsalter von 28,5 Jahren:
| Flugzeugtyp      | Anzahl | bestellt | Anmerkungen  | Sitzplätze |
| ---------------- | ------ | -------- | ------------ | ---------- |
| Beechcraft 1900D | 13     | –        | zwei inaktiv | 19         |
| Gesamt           | 13     |          |              |            |